# Good Things Can Happen
Good Things Can Happen är ett studioalbum av Eva Eastwood från 1999.

## Låtlista
| Nr           | Titel                          | Längd |
| ------------ | ------------------------------ | ----- |
| 1.           | Someone To Love                | 2:30  |
| 2.           | Don't Know What You're Missing | 1:50  |
| 3.           | Down The Hall                  | 2:02  |
| 4.           | Sweetest Daddy                 | 1:30  |
| 5.           | Loving You Is All I Wanna Do   | 2:10  |
| 6.           | If It Was Up To Me             | 3:09  |
| 7.           | I Do                           | 2:05  |
| 8.           | Took My Baby Walking           | 2:30  |
| 9.           | Boombox                        | 1:47  |
| 10.          | 8 Months Long                  | 2:35  |
| 11.          | You Should Have Asked Me       | 2:06  |
| 12.          | Best Beneath The Sun           | 3:27  |
| Total längd: | Total längd:                   | 28:54 |